# PR-522
A Rodovia PR-522 é uma estrada pertencente ao governo do Paraná que liga a cidade de Imbituva (entroncamento com a rodovia PRT-153) e a cidade de Ivaí (entroncamento com a rodovia PRT-487).

## Trechos da Rodovia
A rodovia possui uma extensão total de aproximadamente 38,3 km, podendo ser dividida em 3 trechos, conforme listados a seguir:
| Ponto de referência                               | Extensão do trecho | Extensão acumulada | Situação    |
| ------------------------------------------------- | ------------------ | ------------------ | ----------- |
| Entroncamento BR-153 (Imbituva)                   | ---                | 0 km               | ---         |
| Entroncamento BR-373                              | 7,6 km             | 7,6 km             | Pavimentado |
| Entroncamento PRT-487 (A) (Localidade Bom Jardim) | 19,3 km            | 26,9 km            | Pavimentado |
| Entroncamento PRT-487 (B) (Ivaí)                  | 11,4 km            | 38,3 km            | Pavimentado |

Extensão pavimentada: 38,3 km (100,00%)

## Municípios atravessadas pela rodovia
- Imbituva
- Ivaí